# Pedro Zavala Aguirre
Pedro Zavala Aguirre o Pedro Zabala Aguirre (La Serena, 1550 - Copiapó, 1620) fue un militar y corregidor de La Serena.

## Biografía
Nació en la ciudad de La Serena en 1550, fue hijo de Esteban Zavala Alburquerque y de Doña Catalina Aguirre Meneses, hermana del gobernador Francisco de Aguirre.
Sirvió a España a bordo de la goleta real de Don Juan de Austria y participó en la Batalla de Lepanto.
Hizo la campaña de Potugal como alférez. Vino a Chile con Don Alonso de Sotomayor y fue nombrado Corregidor de La Serena en 1598.
Participó de la campaña de Arauco.
Volvió a España y regresó al obtener el cargo de Gobernador de Tucumán, ejerció además como Teniente y Gobernador de Buenos Aires y fue Caballero de las Órdenes de Calatrava y Santiago.